# Strel
Strel je priimek več znanih Slovencev:
- Aleksander Strel, vodja Protokola RS
- Boris Strel (1959—2013), alpski smučar
- Janez Strel (1790—1846), duhovnik in nabožni pesnik
- Janko Strel (1947—2022), kineziolog, univ. profesor in politik
- Martin Strel (*1954), vzdržljivostni (ultramaratonski) plavalec